# Solenopsis terricola
Solenopsis terricola är en myrart som beskrevs av Menozzi 1931. Solenopsis terricola ingår i släktet eldmyror, och familjen myror. Inga underarter finns listade i Catalogue of Life.

## Bildgalleri

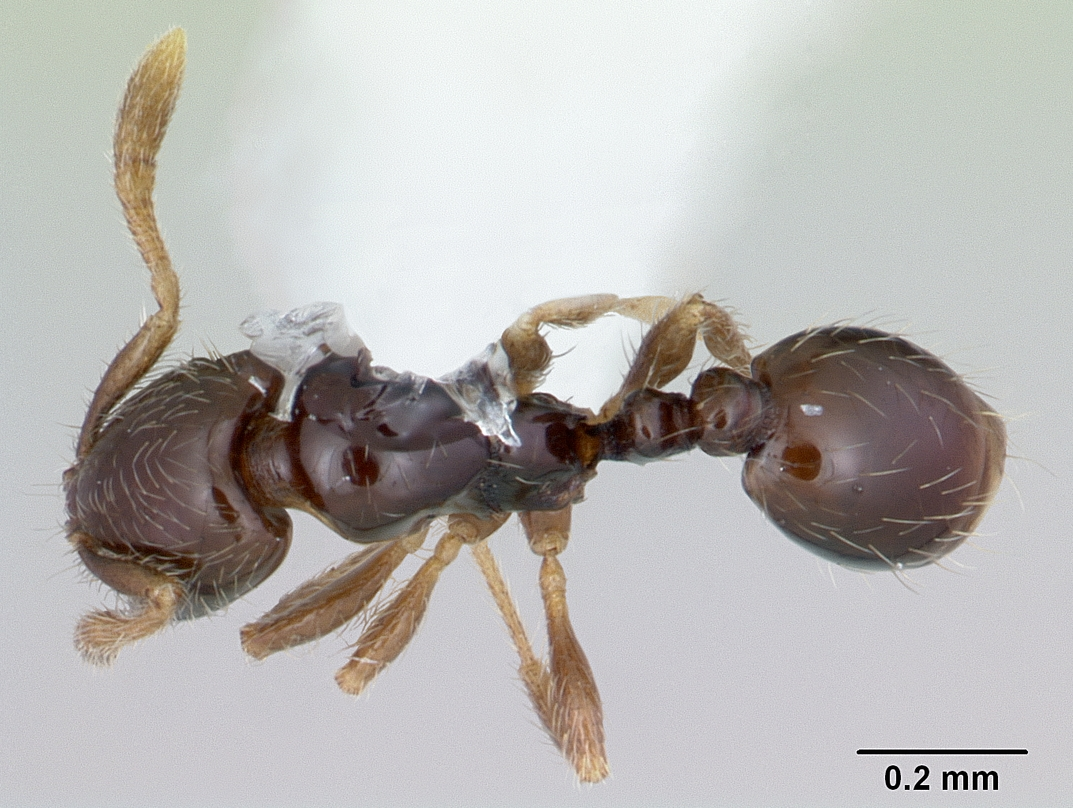
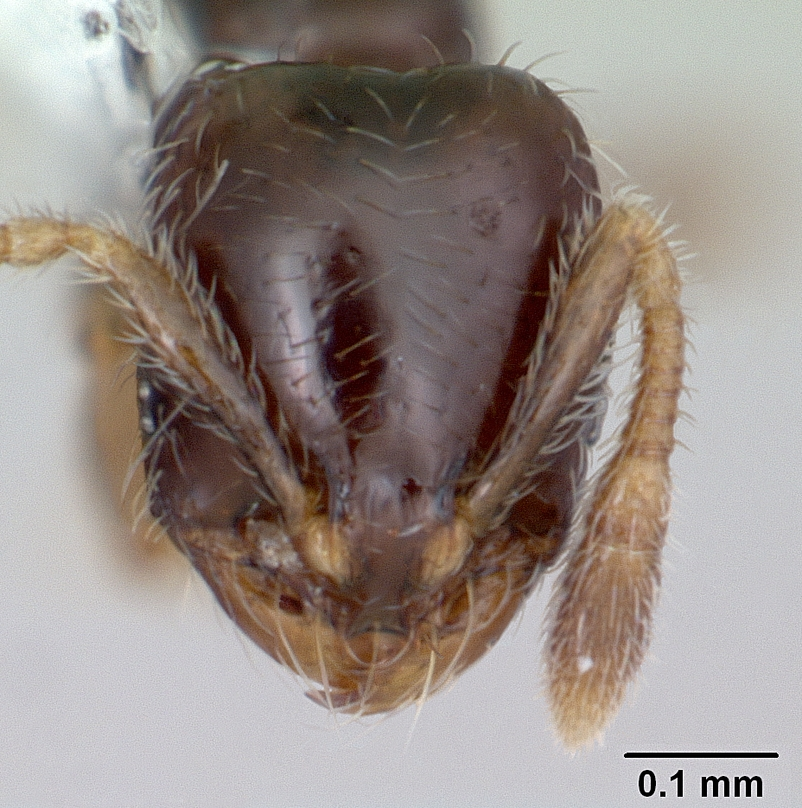
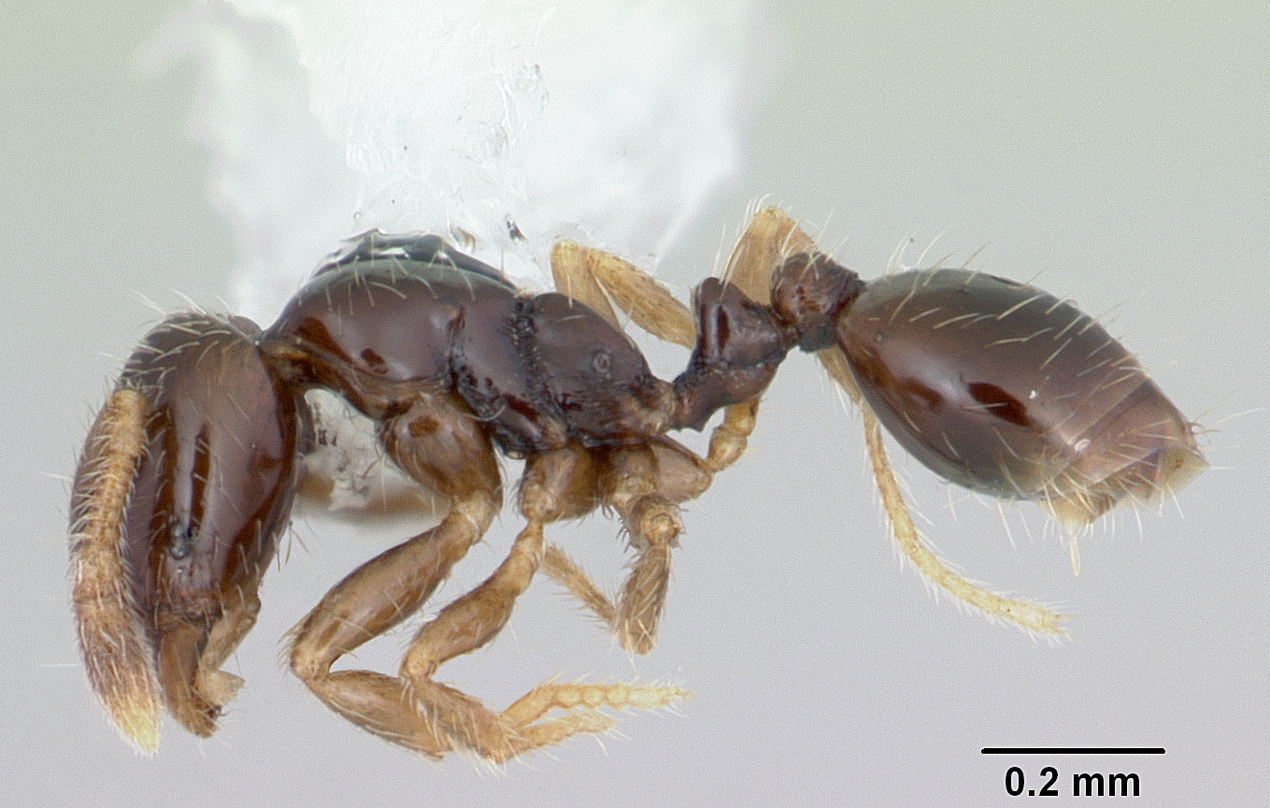
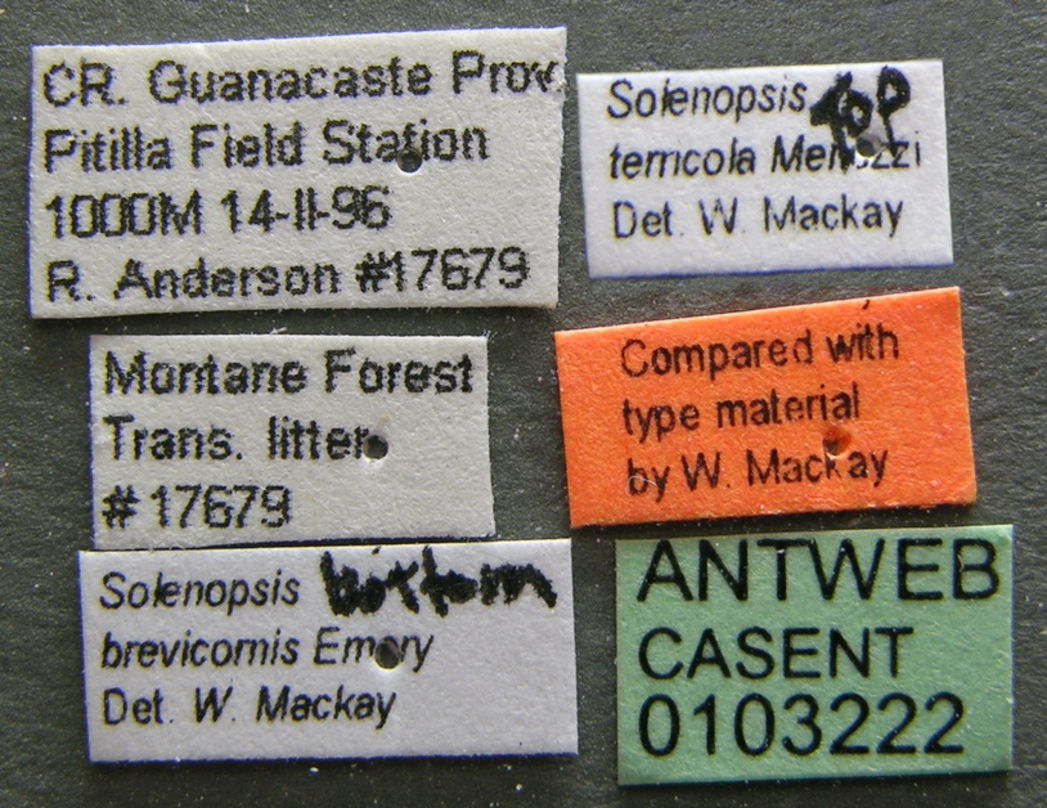